# Нордленд (тауншип, округ Эйткин, Миннесота)
Нордленд (англ. Nordland) — тауншип в округе Эйткин, Миннесота, США. На 2000 год его население составило 853 человека.

## География
По данным Бюро переписи населения США площадь тауншипа составляет 95,0 км², из которых 81,0 км² занимает суша, а 14,0 км² — вода (14,78 %).

## Демография
По данным переписи населения 2000 года здесь находились 853 человека, 366 домохозяйств и 289 семей.  Плотность населения —  10,5 чел./км².  На территории тауншипа расположено 825 построек со средней плотностью 10,2 построек на один квадратный километр. Расовый состав населения: 98,01 % белых, 0,35 % афроамериканцев, 0,70 % коренных американцев, 0,35 % азиатов, 0,23 % — других рас США и 0,35 % приходится на две или более других рас. Испанцы или латиноамериканцы любой расы составляли 0,35 % от популяции тауншипа.
Из 366 домохозяйств в 23,0 % воспитывались дети до 18 лет, в 73,0 % проживали супружеские пары, в 3,6 % проживали незамужние женщины и в 21,0 % домохозяйств проживали несемейные люди. 17,2 % домохозяйств состояли из одного человека, при том 9,3 % из — одиноких пожилых людей старше 65 лет. Средний размер домохозяйства — 2,33, а семьи — 2,61 человека.
19,0 % населения — младше 18 лет, 3,2 % — в возрасте от 18 до 24 лет, 19,5 % м от 25 до 44, 34,5 % — от 45 до 64, и 23,9 % — старше 65 лет. Средний возраст — 50 лет. На каждые 100 женщин приходилось 100,2 мужчин.  На каждые 100 женщин старше 18 приходилось 97,4 мужчин.
Средний годовой доход домохозяйства составлял 41 172 доллара, а средний годовой доход семьи —  44 205 долларов. Средний доход мужчин —  35 673  долларов, в то время как у женщин — 20 313. Доход на душу населения составил 18 742 доллара. За чертой бедности находились 4,5 % семей и 7,6 % всего населения тауншипа, из которых 14,4 % младше 18 и 8,3 % старше 65 лет.